# Fontinalis laxa
Fontinalis laxa là một loài Rêu trong họ Fontinalaceae. Loài này được (Limpr.) Warnst. mô tả khoa học đầu tiên năm 1905.